# Antoni Turek
Antoni Turek (ur. 1 maja 1907 w Dortmundzie, zm. 26 listopada 1996 w Sopocie) – polski nauczyciel i działacz samorządowy, prezydent Sopotu w latach 1945–1946.

## Życiorys
Syn górnika. Absolwent Seminarium Nauczycielskiego w Poznaniu (1926). Pierwszą pracę podjął w szkole wiejskiej w Zdunowice pod Kartuzami, następnie był kier. w szkole powszechnej w Wejherowie (-1939). Wziął udział w działaniach wojennych we wrześniu 1939, m.in. w I Batalionie Morskim, następnie 11 kompanii Batalionu KOP „Hel” w Jastarni (1939). Przebywał w niewoli w Oflagu II C w Woldenbergu (1939–1945). Po wyzwoleniu powrócił do Wejherowa, gdzie wstąpił do PPR i pracował w charakterze nauczyciela (1945). W tym samym roku powierzono mu funkcję prezydenta Sopotu (1945–1946), z której po roku zrezygnował nie chcąc wykonywać poleceń władz zwierzchnich niezgodnych z własnym sumieniem. Za jego prezydentury podjęto cały szereg działań stabilizujących życie w powojennym Sopocie, m.in. na jego prośbę decyzją marszałka Michała Roli-Żymierskiego został przekazany władzom miasta budynek ówczesnego Kasino-Hotelu (1946). Kolejnym miejscem pracy było Kuratorium Okręgu Szkolnego, początkowo z siedzibą w Sopocie, następnie w Gdańsku, skąd przeszedł na emeryturę.
Pochowany na cmentarzu katolickim w Sopocie (kwatera G3-8a-3).

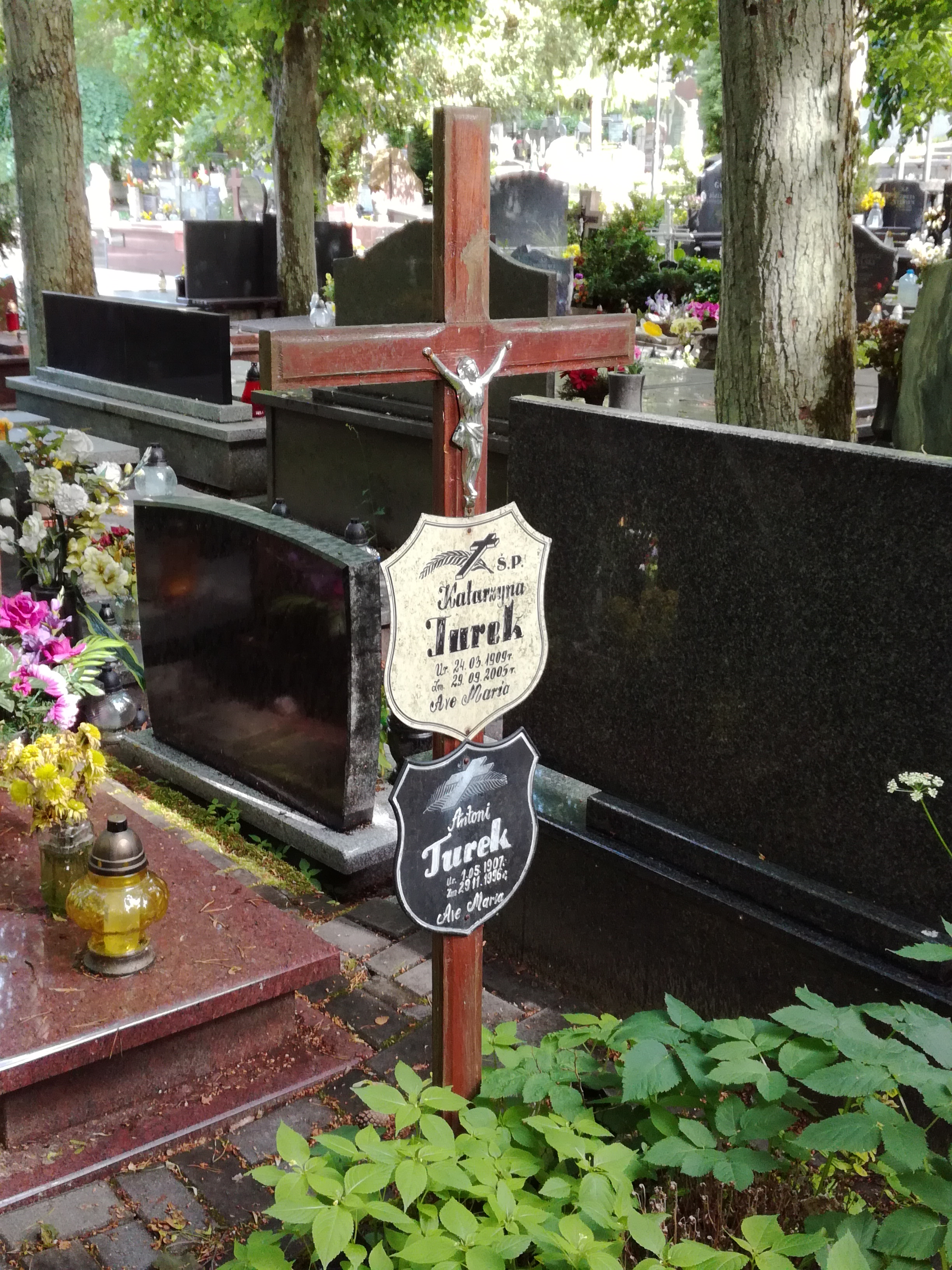
Grób Antoniego Turka na cmentarzu katolickim w Sopocie